# Захир, Ахмад
Ахмад Захир (перс. احمد ظاهر‎;
14 июня 1946, Кабул — 14 июня 1979, Саланг) — афганский певец и композитор. Был известен как «афганский Элвис Пресли».

## Биография
Родился 14 июня 1946 года в Кабуле. Его отец Абду-л-Захир — афганский государственный деятель, в 1971—1972 годах занимал пост премьер-министра Афганистана.
Ахмад Захир окончил лицей «Хабибия». Во время учёбы в лицее увлёкся музыкой, вместе с друзьями создал музыкальную группу. Свой первый концерт Захир дал в здании лицея. Благодаря своим вокальным данным Ахмад Захир стал известен в лицее под прозвищем «боль-боль» (соловей). После окончания лицея отец, который хотел, чтобы сын стал медиком, отправил Ахмада на учёбу в Индию.
Записал более 20 альбомов. Исполнял песни на персидском, пушту и английском языках. Исполнял песни по мотивам представителей классической персоязычной поэзии, в том числе Хафиза и Саади. Также Ахмад Захир является автором оригинальной версии получившей большую популярность песни «El Bimbo» (её инструментальная версия также известна как тема бара «Голубая устрица» из серии фильмов «Полицейская академия»).
14 июня 1979 года погиб в результате ДТП на перевале Саланг. Впрочем, обстоятельства гибели точно неизвестны, существует версия, что певец был убит.
Похоронен на кладбище Шахеда-е Салехин.

### Личная жизнь
Был женат, у Захира было двое детей — сын Ришад Захир от предыдущего брака и дочь Шабнам от жены Фахрии.